# Horní rybník (Jenštejn)
Horní rybník se nachází ve vsi Jenštejn v okrese Praha-východ. Je protáhlého charakteru s orientací východ-západ. Délka rybníka je přibližně 70 metrů, šířka asi 15. Břehy rybníka jsou zarostlé stromy, keři a bylinami. Na severní straně prochází ulice Radonická, na východní Ke křížku. Na jižní a západní je zástavba. Rybník odtéká stavidlem s přepadem trubkou, která vede až do rybníka Pod hradem – 180 metrů vzdušnou čarou na severozápad. Rybník vznikl před rokem 1869.

## Galerie

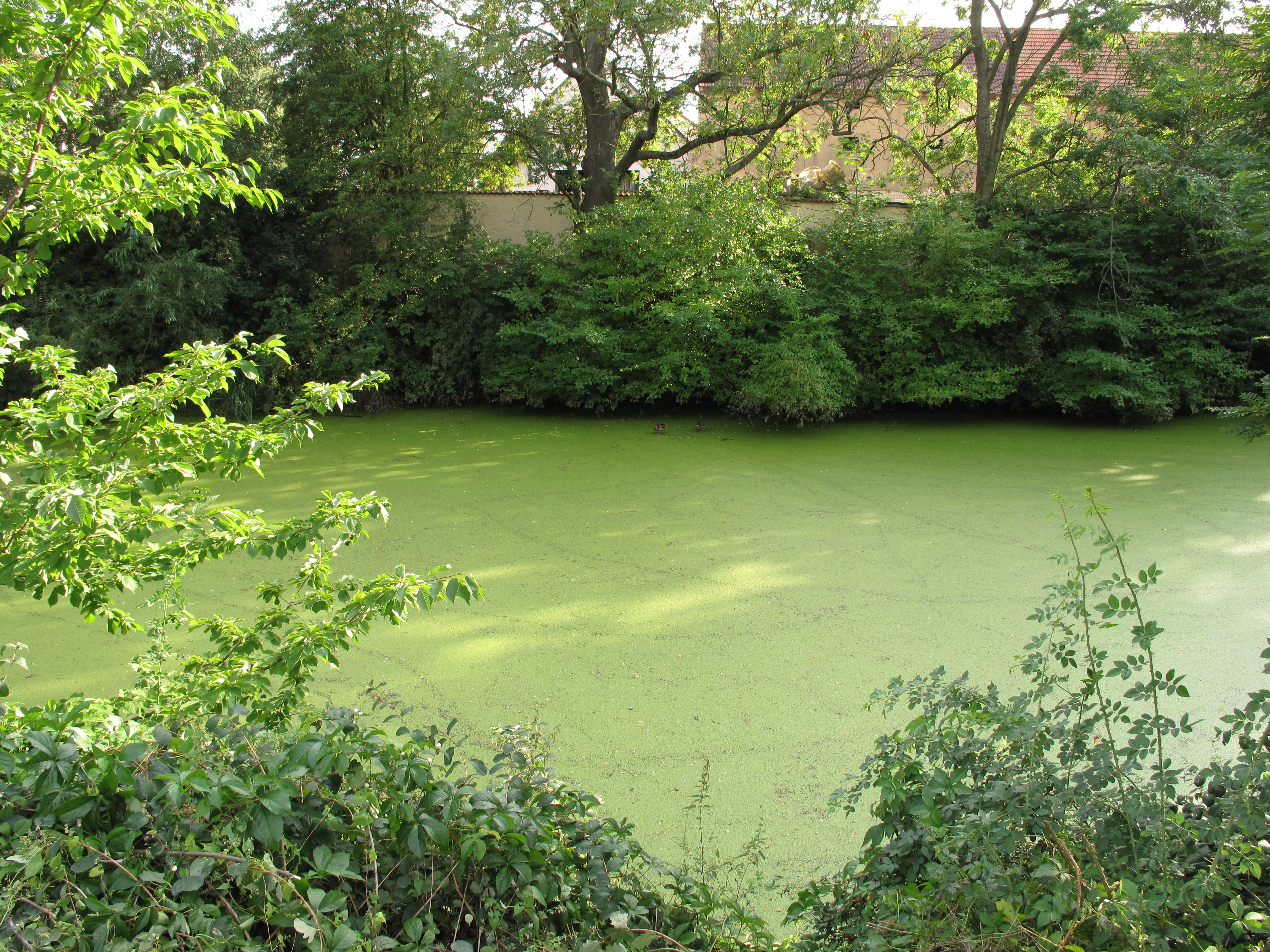
Buření na březích
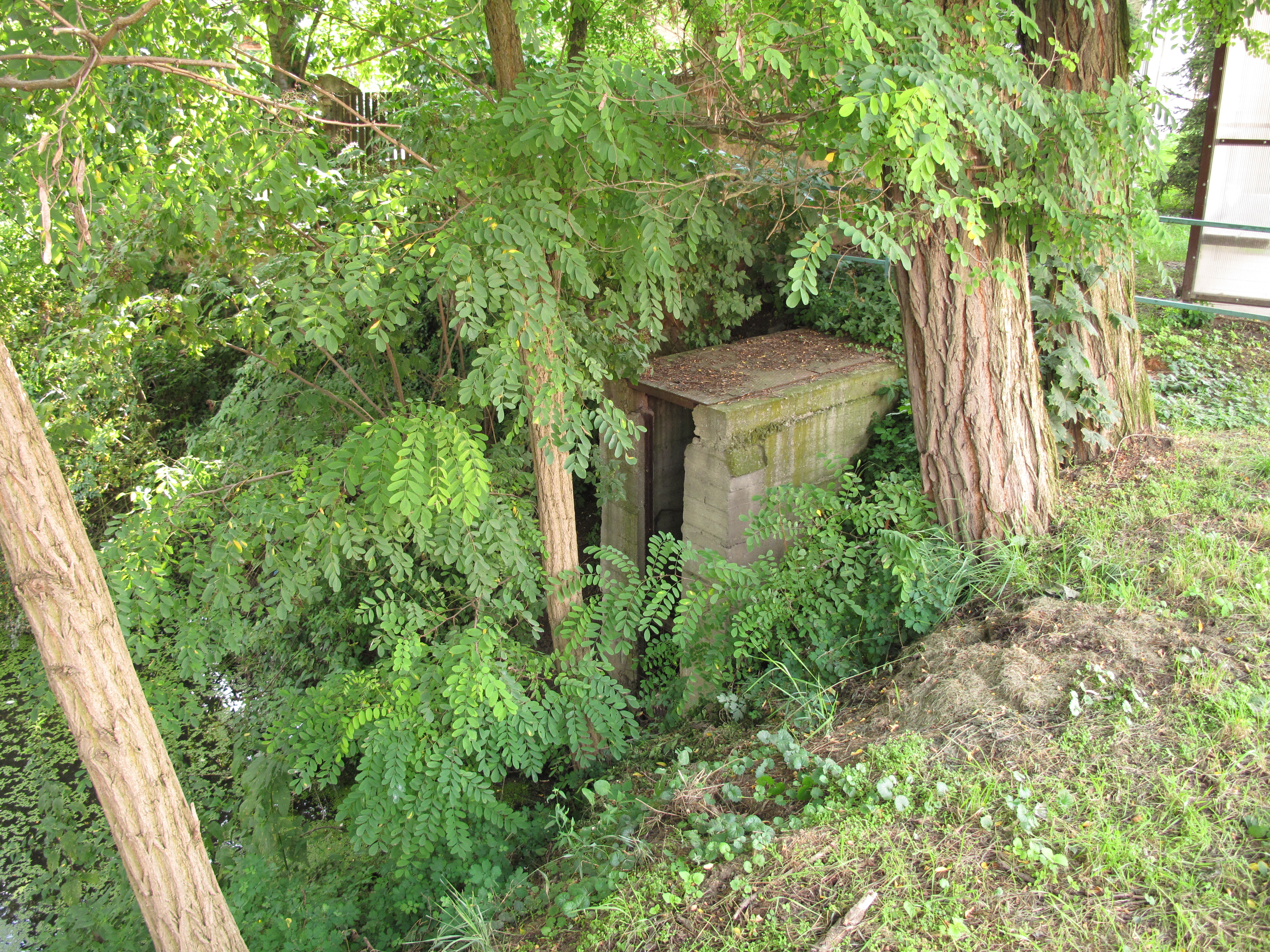
Stavidlo s přepadem
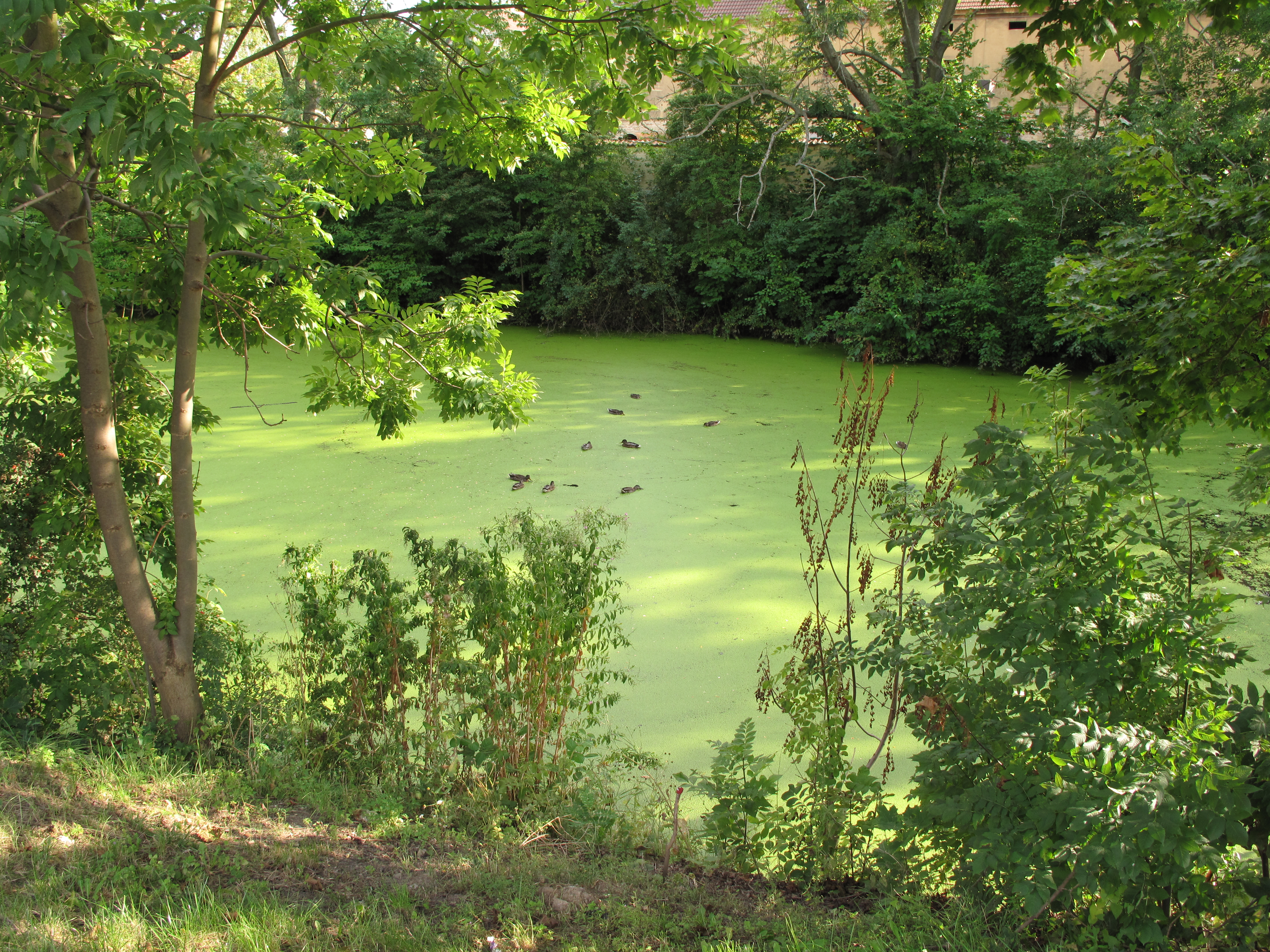
Orobinec a kačeny